# Uromyces gentianae
Uromyces gentianae är en svampart som beskrevs av Arthur 1891. Uromyces gentianae ingår i släktet Uromyces och familjen Pucciniaceae.   Inga underarter finns listade i Catalogue of Life.